# Congregazione della Madre di Dio
La Congregazione della Madre di Dio (in francese Congrégation de la Mère de Dieu) è un istituto religioso femminile di diritto pontificio: le suore di questa congregazione pospongono al loro nome la sigla C.M.D.

## Storia
Le origini della congregazione risalgono all'orfanotrofio aperto nel 1648 presso la chiesa di San Sulpizio a Parigi da Jean-Jacques Olier con l'aiuto di Madeleine Leschassier.
Verso il 1804 la gestione dell'opera fu affidata a Marguerite Lézeau, ritenuta la seconda fondatrice della congregazione: la Lézeau ottenne che sua comunità fosse dichiarata congregazione ospedaliera, la facoltà di aprire un noviziato e l'approvazione dei suoi statuti da parte del cardinale Joseph Fesch, ministro degli affari del culto.
Nel luglio 1810 un decreto di Napoleone affidò alle dame della Madre di Dio la direzione degli istituti per le orfane dei membri della Legion d'Onore.
Nel 1811 la congregazione adottò la regola di sant'Agostino e delle costituzioni basate su quelle delle visitandine di san Francesco di Sales.
La prima casa all'estero fu aperta nel 1880 in Egitto: nel 1881 furono fondate case in Italia e Regno Unito.
La congregazione nel 1869 ricevette un breve di lode da papa Pio IX e le sue costituzioni furono approvate definitivamente il 28 febbraio 1924.

## Attività e diffusione
Il fine principale dell'istituto è l'educazione degli orfani.
Oltre che in Francia, le suore sono presenti in Egitto e in Libano; la sede generalizia è a Parigi.
Alla fine del 2011 la congregazione contava 37 religiose in 6 case.